# Verena Kuni
Verena Kuni (geboren 1966) ist eine deutsche Kunst-, Medien- und Kulturwissenschaftlerin. Sie ist Professorin für Visuelle Kultur an der Goethe-Universität Frankfurt am Main und forscht im Bereich der Kunst-, Medien- und Kulturwissenschaften.

## Ausbildung
Sie studierte Kunstgeschichte, Literatur- und Medienwissenschaften und Psychologie mit Schwerpunkt Wahrnehmungs- und Kognitionswissenschaft an der Philipps-Universität Marburg und an der Universität Hamburg. Sie schloss 1992 mit einer Magisterarbeit über Surrealismus und Hermetik ab und promovierte mit einer Dissertation zu Künstlermythen und esoterischen Bezügen in der modernen und zeitgenössischen Kunst.

## Forschung und Projekte
Verena Kuni beschäftigt sich mit Transfers zwischen materiellen und medialen Kulturen, Medien der Imagination, Transformationstechnologien, DIY- und Prosumer-Kulturen sowie der Rolle von Spielzeug und Spielen als Werkzeuge. Ihre Forschung umfasst auch Themen wie Urbane Biotope und Techno-Natur-Kulturen, Alternate Realities und Andere Zeiten. Sie zählt zu den prägenden Stimmen im Bereich der Kunst- und Medientheorie, insbesondere an den Schnittstellen von Material- und Medienkulturen, Transformationstechnologien und alternativen Wissensformen. Seit 1996 ist sie in der universitären Lehre und Forschung aktiv, zunächst an den Universitäten Mainz, Trier, Basel und weiteren Kunsthochschulen. Sie hatte zahlreiche Lehraufträge, Gastprofessuren und Vorträge im In- und Ausland inne, unter anderem an der Universität des Saarlandes, der Filmakademie Baden-Württemberg, der TU Darmstadt, der Kunstakademie Bergen (Norwegen), der Akademie der bildenden Künste Wien, der HfG Offenbach und der Zürcher Hochschule der Künste. Als Professorin an der Goethe-Universität Frankfurt am Main leitet sie seit vielen Jahren den Bereich Visuelle Kultur und engagiert sich in interdisziplinären Forschungs- und Lehrprojekten, insbesondere zur Vermittlung zwischen Theorie und Praxis. Sie ist bekannt für ihre interdisziplinären Ansätze und die Entwicklung innovativer Lehrformate.

## Kuratorische und mediale Arbeit
Neben ihrer akademischen Tätigkeit ist Verena Kuni als Kuratorin aktiv und realisiert interdisziplinäre Projekte. Seit 1997 produziert sie eigene Radiosendungen, darunter das Kunst-Radioformat GUNST, und ist Mitglied des internationalen Radiokunst-Netzwerks radia.fm. Sie war Teil der core group, der Kerngruppe des Old Boys Network (OBN), einer cyberfeministischen Initiative, die unter anderem bei der documenta X (1997) präsent war.
Als Autorin schreibt sie Bücher und Aufsätze und regelmäßig für internationale Kunst- und Kulturzeitschriften u. a. für das Kunstbulletin (Zürich), Spike (Wien), Frieze (London), Eikon (Wien), Camera Austria (Graz), neue bildende kunst (Berlin), Texte zur Kunst (Köln, Berlin), SpringerIn (Wien), Missy Magazin (Hamburg, Berlin), sowie für die Netzmagazine Telepolis und BlitzReview.
Verena Kuni ist Mitglied in zahlreichen Fachgesellschaften, darunter die Association Internationale des Critiques d'Art (AICA), die Society for Artistic Research (SAR), die Deutsche Gesellschaft für Ästhetik, der Deutsche Verband für Kunstgeschichte und der Ulmer Verein. Sie engagiert sich besonders für die Förderung von Frauen in der Kunstwissenschaft und ist Gründungsmitglied verschiedener Initiativen im Bereich Gender Studies und Medienwissenschaften.

## Publikationen (Auswahl)

### Monografien und Herausgeberschaften
- mit Claudia Reiche (Hrsg.): Cyberfeminism: Next Protocols. Autonomedia, New York 2004, ISBN 1-57027-149-6.
- Verena Kuni: Victor Brauner: Der Künstler als Seher, Magier und Alchimist. 1995, ISBN 3-631-47810-0.
- mit Helmut Gold, Annabelle Hornung und Tine Nowak (Hrsg.): DIY: Die Mitmach-Revolution. Ventil-Verlag, Mainz 2011, ISBN 978-3-931555-41-2.
- Andreas Exner, Verena Kuni (Hrsg.): Bienenstock. (= Kunst Lehren Lehren. Nr. 8). Kann-Verlag, Frankfurt am Main 2012, ISBN 978-3-943619-03-4.
- Häkeln + Stricken für Geeks. O’Reilly Germany, 2013, ISBN 978-3-86899-357-8.
- mit Dominik Landwehr: Home Made Bio Electronic Arts. Merian und Migros-Kulturprozent, 2013.
- Marion Mangelsdorf, Michael Pregernig, Verena Kuni (Hrsg.): (Bio-)Diversität – Geschlecht – Intersektionalität | (Bio-)Diversity – Gender – Intersectionality. (= Freiburger Zeitschrift für Geschlechterstudien. Jg. 22_2). 2016.

- mit Felix Kosok, Stefan Kroll und Ellen Wagner: Krisen sichtbar machen: Dialoge zwischen Wissenschaft, Kunst und Design. Springer VS, Wiesbaden 2021, ISBN 978-3-658-35080-2.
- mit Roland Borgards, Frederike Felcht, Frederike Middelhoff, Robert Pütz und Antje Schlottmann: Von Fliegenfängern und Katzenklappen. 39 Kleinigkeiten zwischen den Arten. Wallstein, Göttingen 2024, ISBN 978-3-8353-5634-4.

### Beiträge in Sammelbänden und Zeitschriften
- Die Künstlerin als Arbeiterin (an) der Gesellschaft. Lu Märtens zeitgemässe Betrachtungen zur Ökonomie der namenlosen Genialität. Rezension von Verena Kuni, Nr. 6, 2002, Onlinefassung
- Verena Kuni: Abfall für alle? In: Stolz, Gisi, Loop (Hrsg.): Literatur und Literaturwissenschaft auf dem Weg zu neuen Medien – Eine Standortbestimmung. Verlag für Literatur- und Kulturwissenschaft, Zürich 2007.
- Gender Jamming. Or: Yes, We Are. Culture Jamming and Feminism. In: Feminist Media: Participatory Spaces. Networks and Cultural Citizenship, hrsg. von Elke Zobl und Ricarda Drüeke, transcript Verlag, Bielefeld 2012, S. 98–109.
- Wild Worlding Wunderkammer Workshop. In: Dismantling/Reassembling. Tools for a Different Future, Proceedings of PIVOT2021, hrsg. von Renata M. Leitao et al., Toronto & London 2022
- Re-coding Everyday Technology: A Glossary. In: Re-coding Everyday Technology, hrsg. von Alexander Roidl und Denis Klein, Mainz 2023
- Tracking tekhnē: A Glossary in Process. In: Why DIY. tekhnē journal 1, 6. Juni 2024.
- Werk:Zeug. Was Werkzeug wird. In: Stardust. Michael Beutler, hrsg. von Astrid Ihle und René Zechnlin, Spector Books, Leipzig 2024.